# Nommern
Nommern (lb. Noumer) − miejscowość i gmina (gemeng / commune / Gemeinde) w środkowym Luksemburgu, w kantonie Mersch. Do 3 października 2015 gmina leżała w dystrykcie Luksemburg. Siedziba administracyjna gminy znajduje się w miejscowości Nommern. Liczy 1437 mieszkańców (1 stycznia 2023). 

## Podział administracyjny
Do gminy należy dwanaście miejscowości, w tym sześć (Uertschaft) oraz sześć lieu-dit:
1. Beisten (Beesten)
2. Bourghof (Buerghaff), lieu-dit
3. Cruchten (Kruuchten / Kruchten)
4. Cruchten-Gare (Kruuchten-Gare), lieu-dit
5. Eichelbour (Eechelbuer), lieu-dit
6. Kleinbourghof (Klenge Buerghaff), lieu-dit
7. Niederglabach (Nidderglabech)
8. Nommern (Noumer)
9. Oberglabach (Uewerglabech)
10. Schleederhaff, lieu-dit
11. Schrondweiler
12. Seylerhaff, lieu-dit